# Sansevieria perrotii
Sansevieria perrotii là một loài thực vật có hoa trong họ Măng tây. Loài này được Warb. miêu tả khoa học đầu tiên năm 1901.